# Lijst van gemeenten van Guanajuato
De Mexicaanse deelstaat Guanajuato bestaat uit 46 gemeenten.
| INEGI | Gemeente                      | Inwoners  | Oppervlakte  | Hoofdplaats              | Inwoners  |
| ----- | ----------------------------- | --------- | ------------ | ------------------------ | --------- |
| 001   | Abasolo                       | 92.040    | 614,56 km²   | Abasolo                  | 29.002    |
| 002   | Acámbaro                      | 108.697   | 877,43 km²   | Acámbaro                 | 56.597    |
| 003   | San Miguel de Allende         | 174.615   | 1.558,96 km² | San Miguel de Allende    | 72.452    |
| 004   | Apaseo el Alto                | 63.392    | 375,87 km²   | Apaseo el Alto           | 63.392    |
| 005   | Apaseo el Grande              | 117.883   | 419,39 km²   | Apaseo el Grande         | 31.264    |
| 006   | Atarjea                       | 5.296     | 322,27 km²   | Atarjea                  | 434       |
| 007   | Celaya                        | 521.169   | 553,23 km²   | Celaya                   | 378.143   |
| 008   | Manuel Doblado                | 41.240    | 819,83 km²   | Ciudad Manuel Doblado    | 16.092    |
| 009   | Comonfort                     | 82.216    | 485,39 km²   | Comonfort                | 24.228    |
| 010   | Coroneo                       | 11.083    | 123,83 km²   | Coroneo                  | 3.913     |
| 011   | Cortazar                      | 97.928    | 334,20 km²   | Cortazar                 | -         |
| 012   | Cuerámaro                     | 30.857    | 260,22 km²   | Cuerámaro                | -         |
| 013   | Doctor Mora                   | 27.390    | 230,90 km²   | Doctor Mora              | -         |
| 014   | Dolores Hidalgo               | 163.038   | 1.656,18 km² | Dolores Hidalgo          | 163.038   |
| 015   | Guanajuato                    | 194.500   | 1.014,54 km² | Guanajuato               | 72.237    |
| 016   | Huanímaro                     | 21.128    | 127,52 km²   | Huanímaro                | 21.128    |
| 017   | Irapuato                      | 592.953   | 851,41 km²   | Irapuato                 | 452.090   |
| 018   | Jaral del Progreso            | 38.782    | 176,56 km²   | Jaral del Progreso       | -         |
| 019   | Jerécuaro                     | 49.517    | 883,40 km²   | Jerécuaro                | 8.011     |
| 020   | León                          | 1.721.215 | 1.220,38 km² | León de los Aldama       | 1.579.803 |
| 021   | Moroleón                      | 47.261    | 139,02 km²   | Moroleón                 | 47.261    |
| 022   | Ocampo                        | 26.383    | 1.026,04 km² | Ocampo                   | -         |
| 023   | Pénjamo                       | 154.960   | 1.561,25 km² | Pénjamo                  | 43.249    |
| 024   | Pueblo Nuevo                  | 12.403    | 60,08 km²    | Pueblo Nuevo             | -         |
| 025   | Purísima del Rincón           | 83.482    | 290,41 km²   | Purísima de Bustos       | -         |
| 026   | Romita                        | 65.766    | 441,26 km²   | Romita                   | -         |
| 027   | Salamanca                     | 273.417   | 756,54 km²   | Salamanca                | 160.682   |
| 028   | Salvatierra                   | 94.126    | 592,43 km²   | Salvatierra              | 94.126    |
| 029   | San Diego de la Unión         | 41.054    | 1.014,47 km² | San Diego de la Unión    | 7.946     |
| 030   | San Felipe                    | 119.793   | 3.006,79 km² | San Felipe               | 32.831    |
| 031   | San Francisco del Rincón      | 130.871   | 425,98 km²   | San Francisco del Rincón | -         |
| 032   | San José Iturbide             | 89.558    | 547,97 km²   | San José Iturbide        | 89.558    |
| 033   | San Luis de la Paz            | 128.536   | 2.029,97 km² | San Luis de la Paz       | 51.894    |
| 034   | Santa Catarina                | 5.723     | 194,37 km²   | Santa Catarina           | -         |
| 035   | Santa Cruz de Juventino Rosas | 82.340    | 428,51 km²   | Juventino Rosas          | 43.998    |
| 036   | Santiago Maravatío            | 6.714     | 84,13 km²    | Santiago Maravatío       | -         |
| 037   | Silao de la Victoria          | 203.556   | 538,72 km²   | Silao                    | 83.352    |
| 038   | Tarandacuao                   | 11.304    | 119,98 km²   | Tarandacuao              | -         |
| 039   | Tarimoro                      | 35.905    | 333,99 km²   | Tarimoro                 | 12.426    |
| 040   | Tierra Blanca                 | 20.007    | 410,85 km²   | Tierra Blanca            | 2.428     |
| 041   | Uriangato                     | 61.494    | 145,76 km²   | Uriangato                | -         |
| 042   | Valle de Santiago             | 150.054   | 820,66 km²   | Valle de Santiago        | -         |
| 043   | Victoria                      | 21.253    | 1.047,06 km² | Victoria                 | -         |
| 044   | Villagrán                     | 65.791    | 128,79 km²   | Villagrán                | 28.109    |
| 045   | Xichú                         | 11.143    | 898,96 km²   | Xichú                    | -         |
| 046   | Yuriria                       | 68.741    | 668,40 km²   | Yuriria                  | 25.845    |

| Detailkaart                         |
| ----------------------------------- |
|                                     |
| Ligging Guanajuato binnen Mexico    |
|                                     |
| Gemeenten ingedeeld naar INEGI code |